# HSM Groningen - Limburg
De serie HSM Groningen - Limburg was de tweede serie normaalsporige stoomlocomotieven van de Hollandsche IJzeren Spoorweg-Maatschappij (HSM).
Met de ombouw van het breedspoornet van de HSM naar normaalspoor, die in 1866 gereed kwam, had de HSM ook behoefte aan normaalsporige locomotieven. Van de breedspoorlocomotieven werden vijf stuks omgebouwd voor normaalspoor. De rest werd vervangen door nieuwe locomotieven, waarbij de HSM 20 stuks bij Robert Stephenson and Company in Newcastle bestelde (Argus - Vesta) en 10 stuks bij Borsig in Berlijn. De 10 locomotieven van Borsig werden in 1866 geleverd met namen van de provincies (Groningen - Limburg), hetgeen de serie ook de bijnaam "de provincieserie" opleverde, en de volgnummers 16-25. Qua prestaties kwamen deze locomotieven aardig overeen met de locomotieven van Stephenson.
De locomotieven waren aanvankelijk enkel van een handrem op de tender voorzien. Rond 1885 werden enkele locomotieven van een stoomrem, wederom alleen op de tenderwielen werkend, voorzien. Later werden alle locomotieven met een Westinghouserem uitgerust.
In 1903 raakte de Friesland (volgnummer 17) na een ongeval te Station Rotterdam Delftsche Poort beschadigd, terwijl de locomotief volgens de administratie al in 1902 afgevoerd zou zijn. 
Tussen 1902 en 1914 werden de overige locomotieven afgevoerd. Er is geen exemplaar bewaard.
| Fabrieksnummer | Naam       | HSM nummer | In dienst | Uit dienst | Bijzonderheden |
| -------------- | ---------- | ---------- | --------- | ---------- | -------------- |
| 1846           | Groningen  | 16         | 1866      | 1908       |                |
| 1847           | Friesland  | 17         | 1866      | 1902       |                |
| 1848           | Drenthe    | 18         | 1866      | 1902       |                |
| 1849           | Overijssel | 19         | 1866      | 1906       |                |
| 1850           | Gelderland | 20         | 1866      | 1903       |                |
| 1851           | Utrecht    | 21         | 1866      | 1909       |                |
| 1852           | Holland    | 22         | 1866      | 1912       |                |
| 1853           | Zeeland    | 23         | 1866      | 1914       |                |
| 1854           | Brabant    | 24         | 1866      | 1908       |                |
| 1855           | Limburg    | 25         | 1866      | 1908       |                |